# Quíscal de matollar
El quíscal de matollar o tord de matoll (Dives warszewiczi) és una petit ocell de la família Icteridae que habita a Amèrica del Sud. Es troba a l'oest dels Andes a Equador i el Perú.

## Descripció
Mesura entre 23 i 28 cm de longitud. És de color negre amb taques blaves. El bec i les seves potes són negres. La femella presenta una coloració més opaca i la grandària de la seva cua és més curt. El seu cant és melodiosa per això se li cria també com a mascota.